# 藤田あみい
藤田 あみい（ふじた あみい、1985年9月28日 ｰ ）は、日本のエッセイスト、ブロガー、イラストレーター、漫画家。北海道釧路市生まれ、東京都三鷹市在住。

## 経歴
出版業界で働くことを夢見て、19歳で上京。ウェブデザイナーの仕事に従事。2012年に、無印良品が募集した「無印良品の家（家具付）」に住むモニターに選ばれ「三鷹の家大使」として活動を始める。

## 作品

### 著書
- 『ぜんぶ、無印良品で暮らしています。「無印良品の家」大使の住まいレポート』2016年　KADOKAWA
- 『懺悔日記 子どもの愛し方を知るまで』2018年　マガジンハウス

#### ブログ
- ぜんぶ、無印良品で暮らしています。三鷹の家大使の住まいレポート
- あみいちゃんの家づくり新書
- LEE web 「暮らしのヒント」
- アメブロ公式ブログ藤田あみいオフィシャルブログ

### 漫画
- 「ぜんぶ、ホルモンのせい！」（講談社　ViVi WEB）
- 「藤田あみいの1年で100倍健康になる方法教えてください!」（晋遊社 LDK）
- 「藤田あみいの1年で100倍美人になる方法教えてください!」（晋遊社 LDK）
- 「藤田あみいの5年で2億儲ける方法教えてください!」（晋遊社 LDK）

## テレビ出演
- ちまたのジョーシキちゃん
- ヒルナンデス!
- ポップUP!
- 熱狂マニアさん!
- プチブランチ
- ラヴィット!
- プロの家は凄いはず!(テレビ東京)